# Cumulante
Seja X uma variável aleatória, e E() o operador esperança. Então os cumulantes são definidos através da expansão em série de Taylor de {\displaystyle \log(E(\exp(tX)))\,}, ou seja:
{\displaystyle g(t)=\log(E\left(\exp(tX)\right))=\sum _{n=1}^{\infty }{\frac {\kappa _{n}t^{n}}{n!}}=\mu t+{\frac {\sigma ^{2}t^{2}}{2}}+\cdots \,}
Como casos particulares, {\displaystyle \kappa _{1}\,} é a média e {\displaystyle \kappa _{2}\,} é a variância.